# Plaque Intermontane
La plaque Intermontane est une ancienne plaque tectonique de la lithosphère de la planète Terre. Elle tire son nom d'un arc insulaire volcanique qui se trouvait dessus : les îles Intermontane.
La plaque Intermontane se trouvait dans le Panthalassa, futur océan Pacifique, à l'ouest de l'Amérique du Nord. Elle était encadrée par la plaque Insulaire à l'ouest et par la plaque nord-américaine à l'est. Ses deux frontières est et ouest avec les autres plaques étaient constituées de fosses de subduction, la plaque Insulaire disparaissant sous la plaque Intermontane qui disparaissait elle-même sous la plaque nord-américaine. L'océan qui séparait les îles Intermontane du continent nord-américain est appelé Slide Mountain et celui qui les séparait des îles Insulaires portées par la plaque Insulaire est appelé Bridge River.
La chaîne volcanique des îles Intermontane commença à se former au Trias, il y a 245 millions d'années. Le volcanisme était engendré par la subduction de la plaque Insulaire sous la plaque Intermontane. La plaque Intermontane commença à disparaître sous le continent nord-américain par subduction au début du Jurassique il y a environ 200 millions d'années. Cette subduction donna naissance à une chaîne volcanique dans les futures montagnes Rocheuses : l'arc Omineca. Au milieu du Jurassique, il y a 180 millions d'années, les îles Intermontane sont entrées en collision, se sont soudées au continent nord-américain et ont donné naissance à une chaîne de montagne (la chaîne Intermontane) durant l'épisode Omineca.
Comme les îles Intermontane se situaient à proximité de la fosse de subduction de la plaque Insulaire, celle-ci est devenue la nouvelle fosse de subduction à l'ouest du continent nord-américain et la subduction de la plaque Intermontane s'est achevée il y a 180 millions d'années.

### Sources
- (en) Burke Museum - La construction du Pacifique Nord-Ouest
- (en) Burke Museum - L'épisode Omineca

### Référence
- (en) Cet article est partiellement ou en totalité issu de l’article de Wikipédia en anglais intitulé « Intermontane Plate » (voir la liste des auteurs).